# Brembate
Brembate är en ort och kommun i provinsen Bergamo i regionen Lombardiet i Italien. Kommunen hade 8 562 invånare (2018).